# Man on the Moon (pel·lícula)
 Man on the Moon és una pel·lícula estatunidenca dirigida per Milos Forman i estrenada el 1999.

## Argument
La vida del còmic estatunidenc Andy Kaufman. Nombroses escenes de la pel·lícula són inspirades en fets reals, com ho anuncia el mateix Andy Kaufman al començament de la pel·lícula, sovint arreglades per ser més divertides.

## Repartiment
- Jim Carrey: Andy Kaufman
- Danny DeVito: George Shapiro
- Courtney Love: Dona d'Andy Kaufman
- Paul Giamatti: Bob Zmuda
- Christopher Lloyd: Ell mateix (com a actor de la sèrie "Taxi")
- Jerry Lawler: Ell mateix

## Comentaris
Andy Kaufman va ser i continua sent un enigma. Aquest còmic era un pur geni, un simple dissimulador-provocador de talent o un verdader boig? Ningú no ha sabut respondre a la pregunta. Ni els seus col·laboradors i amics més propers, ni fins i tot la seva esposa (Courtney Love a la pel·lícula).
Tot petit ja, sol a la seva cambra, dona verdaders shows al... mur (el seu públic) després a la seva germana petita. Més tard, actua a cabarets on els seus gags i altres esquetxos apareixen totalment diferenciades de l'humor estàndard (les seves intervencions no són mai polítiques, al contrari de les de l'altre gran actor maleït del país, Lenny Bruce).
Sota la protecció del seu agent, George Shapiro (Danny DeVito) que es convertirà en amic seu, escriu els seus esquetxos amb Bob Zmuda (Paul Giamatti), Andy resulta aviat una mena d'extraterrestre disfressat de bomba, de retardament si és possible. Cadascuna de les seves aparicions en escena o a la pantalla petita provoca alhora estupor, riures, incredulitat. Protagonista adulat d'una telecomèdia (fulletó), no vacil·la a torpedinar-la. El seu objectiu: sortir del personatge en què ha destacat i fins i tot construït i, sobretot, anar sempre més lluny en el deliri i "aparentar".
Crea així totes les peces un altre personatge, Tony Clifton, vulgar i antipàtic, borratxo i fumador (al contrari del "verdader" Andy).
Andy no s'atura de muntar històries, però més que per cassar-les millor (la falsa mort d'una excorista de 80 anys sobre l'escena mentre refeia els passos de ball de la seva joventut), deixant el seu auditori desorientat, furiós, o entusiasta. Així, quan és convidat a actuar en una facultat on és acollit com una gran estrella popular, es nega a "fer el show" (interpretar el seu personatge de telecomèdia) i prefereix llegir, de la primera a l'última línia, The Great Gatsby (El gran Gatsby, de Francis Scott Fitzgerald) Acaba la seva lectura davant un amfiteatre quasi buit on no queda més que algun mig adormit.
Andy empeny encara més lluny la provocació llançant-se a la lluita lliure mixta. Es proclama campió del món de la categoria. El seu enfrontament, en principi verbal després físic, a la TV i sobre un ring, amb Jerry Lawler (campió de lluita lliure que també fa el seu propi paper a la pel·lícula).
Andy Kaufman és un enigma viu. Quan es posa malalt, molts creuen que és un gag més. Així, una part de la seva família que es troba a l'hospital on s'acaba d'assabentar de la terrible notícia, dubta si el doctor, per les seves sabates, forma part d'una broma organitzada per Andy! I, és clar, la seva mort no resol el misteri. Alguns dubten encara avui que Andy Kaufman sigui ben mort. I si fos una altra enganyifa? D'altra banda, l'inenarrable Tony Clifton no ha reaparegut a l'escena.

## Premis i nominacions

### Premis
- 2000. Os de Plata a la millor direcció
- 2000. Globus d'Or al millor actor musical o còmic per Jim Carrey

### Nominacions
- 2000. Os d'Or al Festival Internacional de Cinema de Berlín per Milos Forman
- 2000. Globus d'Or a la millor pel·lícula musical o còmica
- 2001. Grammy a la millor cançó escrita per pel·lícula, televisió o altre mitjà visual per Peter Buck, Mike Mills i Michael Stipe amb la cançó "The Great Beyond"